# Episodi di Dragon Ball Daima

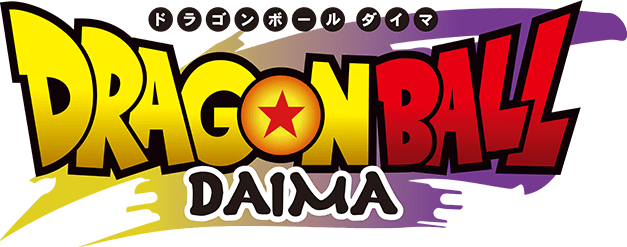
Logo della serie

Questa è la lista degli episodi di Dragon Ball Daima (ドラゴンボールDAIMA??, Doragon Bōru Daima), serie televisiva anime prodotta dalla Toei Animation e basata sul manga Dragon Ball di Akira Toriyama. La serie, nata per celebrare i quarant'anni del manga, è stata trasmessa in patria dall'11 ottobre 2024 al 28 febbraio 2025 su Fuji TV, mentre in Italia è stata pubblicata su Crunchyroll, Prime Video e Netflix in lingua originale con sottotitoli.

## Episodi
| Nº | Titolo italiano Giapponese 「Kanji」 - Rōmaji | In onda          | In onda |
| Nº | Titolo italiano Giapponese 「Kanji」 - Rōmaji | Giapponese       |         |
| 1  | La cospirazione 「インボウ」 - Inbō | 11 ottobre 2024  |         |
| 1  | È passato circa un anno dalla battaglia contro Majin Bu, durante la quale Son Goku e i suoi compagni hanno affrontato tra gli aiutanti del mago Babidy anche Darbula, il sovrano del Regno Demoniaco. Qui il suo vice, Gomah, osserva delle riprese degli eventi con il proprio assistente Degesu; i due così scoprono il fato del loro re: dopo essere stato plagiato e asservito da Babidy, Darbula lo ha aiutato a risvegliare il temuto Majin Bu, che però ha finito per uccidere entrambi prima di venire sconfitto a sua volta dal gruppo di Goku. Il nuovo re del Regno Demoniaco Gomah è spaventato dalla potenza dei vincitori della battaglia, timoroso che possano costituire una minaccia per il suo regno, e decide di servirsi del potere delle sfere del drago per neutralizzarli. Tuttavia, poiché le tre sfere del Regno Demoniaco sono protette dai guardiani Tamagami, è costretto a ricorrere a quelle terrestri, più facilmente reperibili. Così Gomah e Degesu partono a bordo di una navicella accompagnati dal namecciano millenario Neva, creatore delle sfere demoniache e dei Tamagami, e tramite un sistema di portali senzienti (il Maestro Warp) raggiungono il santuario di Dende. Qui Neva usa la magia per riunire le sette sfere sparse per il globo, ancora mutate in pietra dall'ultima evocazione, e riattivarle all'istante. Resi inoffensivi Dende e Mr. Popo, Degesu procede ad evocare Shenron così che Gomah possa esprimere il suo desiderio. Questi, conscio del fatto che le sfere non possano soddisfare richieste malvagie, chiede che Goku, Vegeta e i loro compagni (nel frattempo riunitisi alla Capsule Corporation per festeggiare il compleanno di Trunks) vengano trasformati in bambini o, trattandosi già di bambini, in neonati. |                  |         |
| 2  | Glorio 「グロリオ」 - Gurorio | 18 ottobre 2024  |         |
| 2  | Esaudito il desiderio di Gomah, Shenron si rifiuta di soddisfare i restanti due previsti dalla prassi poiché ad evocarlo sono stati degli estranei; quindi si dilegua. Gomah avrebbe voluto usare il secondo desiderio per ottenere un antico artefatto che dona poteri eccezionali, il Terzo occhio demoniaco, e amareggiato dall'esito fa ritorno nel suo regno con Degesu e Neva. Tuttavia decide di portare con sé Dende, ora tornato neonato, in modo da impedire ulteriori utilizzi delle sfere del drago terrestri. Intanto Goku, Vegeta e i loro amici, ignari dell'accaduto, sono disorientati dall'improvvisa trasformazione e trovano difficoltà ad usare i loro poteri nello stato attuale. Indagando sulla strana presenza avvertita da Shin al santuario, apprendono da Mr. Popo, anch'egli divenuto bambino, che i responsabili provengono dal Regno Demoniaco. Tale luogo non è raggiungibile con l'utilizzo del Teletrasporto o di una navicella ordinaria, per cui Kibith recupera dal Mondo dei Kaiohshin una speciale astronave usata da Shin molto tempo prima per arrivare nel loro universo dal suo mondo natio e Bulma si adopera per renderla nuovamente funzionante. Nel frattempo Goku si allena per adattarsi alla sua nuova statura e ritrova il Bastone Nyoi da usare come supporto in battaglia. A due giorni dalla visita di Gomah, al santuario si presenta un altro Majin alla guida di una navicella simile alla sua. Questi dice di chiamarsi Glorio e di esser venuto per conto del sovrano della terza regione del Regno Demoniaco per reclutare Goku affinché sconfigga Gomah. Lui accetta e Shin insiste per unirsi a loro, essendo consapevole del coinvolgimento di Degesu, suo fratello minore; i tre dunque partono. Siccome la navicella di Glorio ha raggiunto la capienza massima, Vegeta e Piccolo dovranno aspettare che Bulma ultimi le riparazioni dell'altra per raggiungerli. |                  |         |
| 3  | Daima 「ダイマ」 - Daima | 25 ottobre 2024  |         |
| 3  | Glorio, Shin e Son Goku partono dalla Terra a bordo di una navicella alimentata da magia, diretti dal Maestro Warp per attraversare il Regno Demoniaco. Durante il viaggio, Glorio rivela che sono stati inviati dal Re del Terzo Mondo Demoniaco per sconfiggere Gomah, un potente nemico. Una volta vicino al Pianeta Batapi, incontrano il Maestro Warp, che si arrabbia quando Goku lo chiama "pesce rosso", ma alla fine accetta di farli passare. La navicella entra in una dimensione alternativa grazie al Maestro Warp, dove viaggiano verso il Terzo Mondo Demoniaco. Arrivati nel Terzo Mondo, un luogo arido e violento con un cielo viola, volano tra isole galleggianti e affrontano alcune difficoltà, tra cui il pericoloso Mare delle Tenebre e un gruppo di troll banditi. Dopo aver sconfitto i troll, Glorio li porta in un hotel. Al bar, mentre mangiano, incontrano dei demoni che, dopo una discussione, attaccano. Goku li sconfigge rapidamente, ma al mattino successivo, la navicella è scomparsa. |                  |         |
| 4  | Una coppia frizzante 「オシャベリ」 - Oshaberi | 1º novembre 2024 |         |
| 4  | Glorio, Shin e Goku, dopo aver scoperto che la loro navicella è stata rubata, sono costretti a proseguire il viaggio a piedi. Goku propone di volare, ma Glorio spiega che l'aria pesante rende difficile volare e consumerebbero troppe energie. Il cammino li porta a un grande cratere che devono attraversare volando, ma un mostro volante emerge dal Mare delle Tenebre e sputa fuoco. Glorio riesce a sconfiggerlo, stupendo Goku con la sua forza. Più tardi, Goku percepisce un orco nascosto, che sconfigge facilmente grazie alla sua capacità di sentire il Ki, una tecnica che Glorio non conosce. Arrivano poi in una casetta dove incontrano una simpatica signora che li invita a mangiare. Dopo aver bevuto un succo amarissimo, Glorio chiede informazioni su un mezzo di trasporto e acquista uno "Skyseed" da un uomo sordo, che lo vende a un prezzo scontato dopo una breve contrattazione. Goku e Shin notano degli insetti medicinali in vendita, che possono curare diverse malattie, e Goku chiede a Glorio di comprarne alcuni. Il trio parte con lo Skyseed, che li porta velocemente, ma senza possibilità di controllo. Dopo una breve sosta, Glorio spiega a Goku che esistono le Sfere del Drago nel Regno Demoniaco, custodite da potenti guerrieri Tamagami. Sebbene nessuno sia riuscito a riunirle, Goku è entusiasta all'idea di poterle raccogliere. Durante il cammino, i tre si imbattono in un villaggio dove la polizia militare impone tasse severe sotto il nuovo regno di Gomah, minacciando di far perdere anni di vita a chi non paga. Goku è disgustato dalla crudeltà, ma un Majin mascherato interviene, lanciando una "bomba al wasabi", senza successo. Il Majin mascherato, catturato, utilizza un'arma che provoca scosse elettriche, e mentre sta per essere arrestato, Goku interviene per difenderlo, abbattendo numerosi soldati con il Bastone Nyoi. Alla fine, il Majin mascherato si rivela come una ragazza Majin con pelle celeste, capelli bianchi e occhi viola. |                  |         |
| 5  | Panzy 「パンジ」 - Panji | 8 novembre 2024  |         |
| 5  | Nel Terzo Mondo Demoniaco, Goku, Shin e Glorio incontrano una giovane ragazza Majin di nome Panzy, che si unisce al loro viaggio verso il Castello di Kadan. Panzy è curiosa di sapere come Goku, nonostante sia un bambino, sia così forte. Goku risponde che si è allenato molto, ma quando lei nota che le sue orecchie sono tonde, chiede che razza sia. Glorio, per non destare sospetti, interviene dicendo che Goku proviene dal Secondo Mondo Demoniaco. Nonostante l'iniziale riluttanza di Glorio, Panzy si unisce a loro, dicendo che conosce bene la strada per il castello. Nel frattempo, nel villaggio precedente, la polizia militare del Regno Demoniaco si rende conto che Goku è fuggito e si prepara a cercarlo. Durante il viaggio, Panzy chiede a Goku se ha fame e gli offre un onigiri. Lei dimostra anche di sapere fare qualche magia, sebbene Goku scherzosamente le mostri che il suo trucco è solo toccarsi il naso con la lingua. Panzy rivela che la sua specialità è truccare apparecchiature varie. Parlando con Shin, Panzy scopre che è un Glindiano e nota la sua somiglianza con Degesu, consigliere di Gomah. Si insospettisce per la presenza dei tre, ma Glorio la rimprovera per aver fatto troppe domande. Arrivati vicino al castello, Panzy suggerisce una scorciatoia attraverso delle rocce. Una volta arrivati al castello di Kadan, Panzy guida il gruppo all'interno, passando per i giardini, la cucina e l'area di combattimento. All'ingresso, i soldati la riconoscono e la chiamano principessa, e lei li fa entrare. Panzy chiede udienza a suo padre, Kadan, che si trova già a conoscenza dell'arrivo di Glorio. Kadan, curioso, chiede a Glorio perché non gli abbia portato chi ha sconfitto Majin-Bu. Glorio spiega che Goku e Shin sono quelli di cui parlava, e Shin conferma di non essere potente come Goku, ma di averlo solo accompagnato. Panzy, tuttavia, rivela che Goku ha sconfitto la polizia militare e l'ha salvata. Kadan, inizialmente diffidente, si calma grazie a Panzy e inizia a considerare Goku come una possibile risorsa per sconfiggere Gomah, il Re Supremo dei Demoni, che ha preso il trono e impone dure leggi. Kadan, arrabbiato con il governo di Gomah, spera di poter diventare il nuovo Re Supremo per portare pace nel Regno Demoniaco. Quando Goku rivela di essere già sposato e di avere due figli, Kadan e Panzy si chiedono come ciò sia possibile data la giovane età di Goku. Shin spiega che Gomah li ha trasformati in bambini e che per tornare alla loro età adulta devono salvare il loro amico Dende, che Gomah ha rapito, o trovare le Sfere del Drago del Regno Demoniaco. Kadan inizialmente ridacchia all'idea di sconfiggere i Tamagami che custodiscono le Sfere, ma Goku risponde con sicurezza che sono solo tre e che sarà facile. Kadan, incuriosito, chiede a Goku una dimostrazione della sua forza prima di prestare loro un aereo. Goku accetta la sfida e si dirige nell'area di combattimento del castello, dove affronta numerosi soldati. Dopo essersi trasformato in Super Saiyan, Goku batte facilmente tutti gli avversari, suscitando grande stupore tra i presenti. Kadan, impressionato, accetta di prestare a Goku, Shin e Glorio un aereo, rifornendoli di cibo, acqua, armi e sacchi a pelo. Tuttavia, Kadan fa notare che l'aereo non sarà lo stesso registrato da Glorio, e Shin spiega che i loro amici non conoscono il codice d'accesso. Kadan ordina a uno dei suoi soldati, Hybis, di andare nel Mondo Esterno per recuperare i compagni di Goku. Panzy, volendo unirsi al gruppo per vedere la fine di Gomah, si offre di aiutare con i macchinari, in particolare con l'aereo. Goku, convinto che Panzy sarà utile, le promette di proteggerla. Il gruppo parte con l'aereo, ma durante il volo, il motore inizia a fumare, probabilmente a causa del carico eccessivo. L'aereo perde quota e inizia a precipitare verso terra. |                  |         |
| 6  | Fulmini 「イナヅマ」 - Inazuma | 15 novembre 2024 |         |
| 6  | Nel Terzo Mondo Demoniaco, Goku, Panzy, Shin e Glorio si trovano a bordo di un aereo che ha cominciato a dare problemi a causa del carico troppo pesante. Panzy si occupa di sistemarlo, mentre durante il viaggio, Goku e Shin spiegano a Panzy di più sui Kaioh e sulla divinità Kaiohshin, suscitando la sua sorpresa nel sapere che Shin è un Dio. Più tardi, Goku ha bisogno di una pausa e si allontana per fare i suoi bisogni, ma al ritorno un aereo della polizia militare arriva, facendo domande ai viaggiatori e creando una situazione di tensione. Nonostante ciò, il gruppo riesce a continuare il viaggio grazie alla sistemazione dell'aereo da parte di Panzy. Durante il volo, Shin racconta a Panzy alcune curiosità sui Glindiani e sulla sua storia familiare, spiegando che i Glindiani nascono dall'Albero del Glind e che non hanno un vero e proprio genere. Il viaggio prosegue e la notte arriva, con i protagonisti che si rifugiano in una grotta per riposare. Tuttavia, durante la notte, un Minotauro appare improvvisamente e Goku si lancia in un siparietto comico scambiandolo per una mucca. La situazione evolve in una sfida tra Goku e Glorio, con i due che si mettono a combattere per determinare chi è il più forte. Glorio utilizza la magia dei fulmini, ma Goku, mostrando il suo incredibile potere, si trasforma in Super Saiyan e annulla l'attacco di Glorio. Impressionato dalla potenza di Goku, Glorio si arrende. Nel frattempo, sulla Terra, al Tempio di Dio, Bulma ha finito di riparare la navicella di Shin, ma nonostante gli sforzi, la navicella non riesce a decollare correttamente, tornando a cadere poco dopo il lancio. |                  |         |
| 7  | Il collare 「クビワ」 - Kubiwa | 22 novembre 2024 |         |
| 7  | Sulla Terra, Bulma è frustrata perché la navicella che aveva riparato non funziona a causa di una pietra danneggiata nel convertitore d'energia, un materiale che non esiste sulla Terra. Vegeta si irrita, ma Bulma gli fa notare che dovrebbe essere lei a lamentarsi. Nel momento in cui sembrano bloccati, un'altra navicella atterra al Tempio di Dio, con Hybis, un soldato di Kadan, che si offre di accompagnare Bulma, Vegeta e Piccolo nel Regno Demoniaco. Nel Terzo Mondo Demoniaco, Goku, Panzy, Shin e Glorio continuano il loro viaggio. Goku mangia delle razioni d'emergenza, le polpette Manpukugan, che lo saziano rapidamente, e Panzy rimane sorpreso dal fatto che sia un adulto con figli. Nel frattempo, Hybis guida Bulma, Vegeta e Piccolo verso il Regno Demoniaco, mentre il re Kadan chiede a Hybis di tenersi in contatto per monitorare i movimenti di Goku e degli altri. Intanto, nel Terzo Mondo Demoniaco, una navicella della polizia militare inizia a seguire Goku e il gruppo, obbligandoli a atterrare. Panzy spiega a Goku che il collare che indossa è tracciato, e per evitare che vengano scoperti, il gruppo cerca di nascondere Goku usando il Teletrasporto. Nonostante ciò, i soldati sospettano che Panzy sia un Majin mascherato, e la situazione degenera in un combattimento. Shin e Glorio usano le loro abilità per respingere l'attacco, ma Goku li aiuta a fermare i soldati. Dopo la battaglia, Panzy rimuove il collare, che viene distrutto da Shin grazie a un incantesimo. La ragazza è felice di non essere più monitorata. Successivamente, il gruppo si dirige verso la terza sfera del Drago nel Regno Demoniaco, ma scoprono di non avere il codice per l'aereo. Panzy riesce a ottenere il codice d'accesso grazie a Peral, un alleato del re Kadan, e l'aereo decolla. Arrivati al luogo dove si trova la sfera del Drago, il gruppo si prepara a affrontare il Tamagami Numero Tre, un potente guerriero che la protegge. Prima di combattere, Goku si ferma a mangiare e a prepararsi in una locanda, dove apprende che il Tamagami ha ucciso un uomo che lo aveva sfidato anni prima. Determinato, Goku si dirige verso il Tamagami, pronto a combattere per ottenere la sfera del Drago. |                  |         |
| 8  | Il Tamagami 「タマガミ」 - Tamagami | 29 novembre 2024 |         |
| 8  | Il Tamagani è pronto a combattere con un martello gigante, Goku riesce a tenergli testa per un po' sorprendendo tutti gli abitanti del villaggio vicino, però il Tamagami con le sue potenti sfere di energia rossa mette in difficoltà Goku, questi viene quasi schiacciato dal martello gigante, però in quel momento attiva il Super Saiyan e riesce addirittura a rompere il martello, poi carica una kamehame ha e la lancia contro il Tamagami che con difficoltà riesce a respingerla, infine Goku colpisce il Tamagami ormai esausto dall'aver respinto l'onda energetica e dunque con questo vince lo sconto. Prima di ottenere la sfera del drago Goku deve superare un'ultima prova: il Tamagami nasconda la sfera in uno dei tre bicchieri che aveva disposto su un tavolo e poi li scambia l'uno con l'altro velocemente. Alla fine chiede a Goku dove si trova la sfera e con sorpresa di tutti riesce a capire che non è sotto nessuno dei bicchieri, ma invece stava fluttuando sopra la testa di uno di quelli che stavano assistendo. Il Tamagami si complimenta con Goku e poi gli dà la sfera del drago. Dopodiché Goku e i suoi amici ripartono. |                  |         |
| 9  | Ladri 「トウゾク」 - Touzoku | 6 dicembre 2024  |         |
| 10 | L'oceano 「ウナバラ」 - Unabara | 13 dicembre 2024 |         |
| 11 | La leggenda 「デンセツ」 - Densetsu | 20 dicembre 2024 |         |
| 12 | La vera forza 「ソコヂカラ」 - Sokodjikara | 27 dicembre 2024 |         |
| 13 | Sorpresa 「サプライズ」 - Sapuraizu | 10 gennaio 2025  |         |
| 14 | Tabù 「タブー」 - Tabū | 17 gennaio 2025  |         |
| 15 | Il terzo occhio 「サードアイ」 - Sādoai | 24 gennaio 2025  |         |
| 16 | Degesu 「デゲス」 - Degesu | 31 gennaio 2025  |         |
| 17 | Gomah 「ゴマー」 - Gomā | 7 febbraio 2025  |         |
| 18 | Risveglio 「メザメ」 - Mezame | 14 febbraio 2025 |         |
| 19 | Tradimento 「ウラギリ」 - Uragiri | 21 febbraio 2025 |         |
| 20 | Massima potenza 「ゼンカイ」 - Zenkai | 28 febbraio 2025 |         |